# Слейд Уилсън
Слейд Уилсън / Детстроук (Deathstroke) е измислен персонаж от DC Comics. Той е наемен убиец, постъпил в армията на САЩ. Изпратен в Афганистан да воюва. По време на войната, той е пленен, но спасен от неговия колега Бил Уинтъргрийн. Двамата се завръщат обратно с САЩ и загубват връзка. Слейд се подлага на експеримент, в резултат на което получава специфични умения. По стечение на обстоятелствата той става наемен убиец. За период от много кратко време си спечелва прякора Терминатора поради липса на чувство на вина. Става 1 от най-големите врагове на Зелената Стрела.
Ману Бенет играе злодея в сериала „Стрелата“.